# Грозное (Донецкая область)
Гро́зное (укр. Грозне) — посёлок, входит в Углегорский городской совет Бахмутского района Донецкой области Украины. Находится под контролем самопровозглашённой Донецкой Народной Республики.

## География

#### Соседние населённые пункты по странам света
С: Калиновка
СЗ: город Углегорск
СВ: Булавино
З: Каютино, город Горловка
В: Савелевка
ЮЗ: Александровское
ЮВ: Булавинское
Ю: Красный Пахарь, Прибрежное

## Население
Население по переписи 2001 года составляло 90 человек.

## Общая информация
Почтовый индекс — 86488. Телефонный код — 8-06252.

## История
До 11 декабря 2014 года входил в Енакиевский городской совет. В 2014 году посёлок переподчинен украинскими властями Артёмовскому району. С февраля 2015 года под контролем ДНР.

## Местный совет
86481, Донецкая область, Бахмутский район, Углегорский городской совет, город Углегорск, ул. Больничная, 2; тел. 7-04-07.